# Кубок Тексако

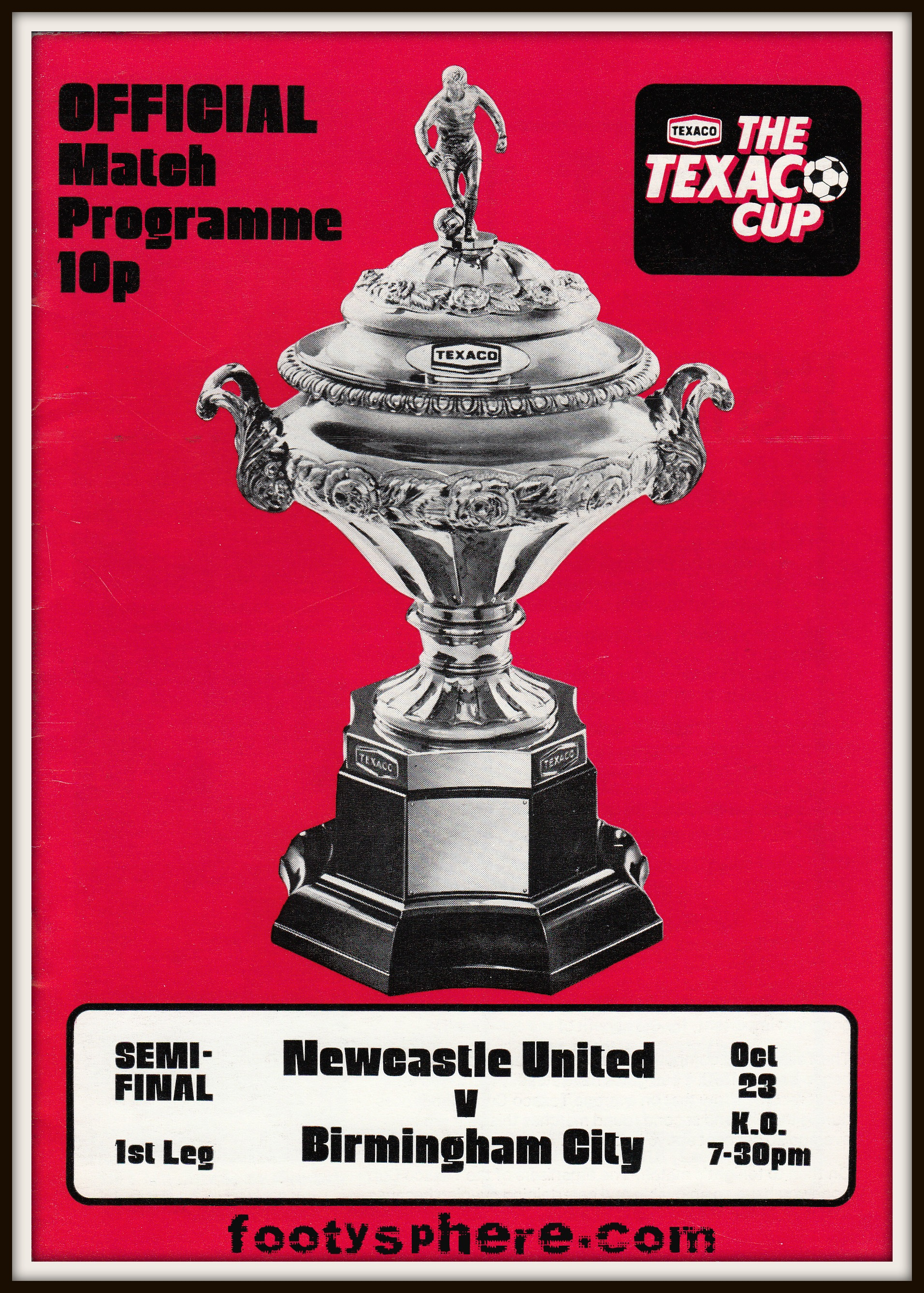
Программа полуфинального матча 1974 года между «Ньюкасл Юнайтед» и «Бирмингем Сити»

Кубок Тексако (англ. Texaco Cup; официальное название — International League Board Competition) — футбольный турнир, в котором принимали участие футбольные клубы из Англии, Шотландии и Ирландии, которые не квалифицировались в еврокубки. Турнир проводился с 1970 по 1974 год.

## История
Кубок Тексако стал одним из первых футбольных турниров, получивших спонсорское название. Он был назван в рамках соглашения с американской нефтяной компанией Texaco, которая заплатила за это 100 000 фунтов стерлингов. Изначально в турнире принимали участие английские, шотландские и ирландские клубы, но после сезона 1971/72 клубы из Ирландии и Северной Ирландии отказались от участия в нём из-за политического давления, основав отдельный турнир — Кубок Тексако (всеирландский) — который проходил на протяжении сезонов 1973/74 и 1974/75.
После первых двух сезонов количество зрителей на матчах Кубка Тексако начало снижаться. В 1975 году, когда спонсорское соглашение с Texaco подошло к концу, турнир был расформирован, а вместо него основан Англо-шотландский кубок.

## Формат
В первые четыре сезона в турнире участвовали 16 клубов, которые были разбиты на пары и играли между собой по два матча. Проигравшая по сумме двух матчей команда выбывала из турнира, победившая выходила в следующий раунд. В последнем сезоне 16 английских клубов играли в группах, а в плей-офф к ним присоединились клубы из Шотландии.

## Список финалов
| Сезон   | Победитель              | Финалист          | Счёт |
| ------- | ----------------------- | ----------------- | ---- |
| 1970/71 | Вулверхэмптон Уондерерс | Харт оф Мидлотиан | 3:2  |
| 1971/72 | Дерби Каунти            | Эйрдрионианс      | 2:1  |
| 1972/73 | Ипсвич Таун             | Норвич Сити       | 4:2  |
| 1973/74 | Ньюкасл Юнайтед         | Бернли            | 2:1  |
| 1974/75 | Ньюкасл Юнайтед         | Саутгемптон       | 3:1  |

1. ↑  Финалы состояли из двух матчей во всех сезонах, кроме сезона 1973/74. Указан итоговый счёт по сумме двух матчей.

## Участники

### Сезон 1970/71
Бернли, Ноттингем Форест, Сток Сити, Тоттенхэм Хотспур, Вест Бромвич Альбион, Вулверхэмптон Уондерерс

 Эйрдрионианс, Данфермлин Атлетик, Данди, Харт оф Мидлотиан, Мортон, Мотеруэлл

 Ардс, Дерри Сити

 Лимерик, Шемрок Роверс

### Сезон 1971/72
Ковентри Сити, Дерби Каунти, Хаддерсфилд Таун, Манчестер Сити, Ньюкасл Юнайтед, Сток Сити

 Эйрдрионианс, Данди Юнайтед, Фалкирк, Харт оф Мидлотиан, Мортон, Мотеруэлл

 Баллимена Юнайтед, Колрейн

 Шемрок Роверс, Уотерфорд

### Сезон 1972/73
Ковентри Сити, Кристал Пэлас, Ипсвич Таун, Лестер Сити, Ньюкасл Юнайтед, Норвич Сити, Шеффилд Юнайтед, Вест Бромвич Альбион, Вулверхэмптон Уондерерс

 Эр Юнайтед, Данди, Данди Юнайтед, Харт оф Мидлотиан, Килмарнок, Мотеруэлл, Сент-Джонстон

### Сезон 1973/74
Бирмингем Сити, Бернли, Ковентри Сити, Эвертон, Лестер Сити, Ньюкасл Юнайтед, Норвич Сити, Шеффилд Юнайтед, Сток Сити

 Эр Юнайтед, Данди Юнайтед, Ист Файф, Харт оф Мидлотиан, Мортон, Мотеруэлл, Сент-Джонстон

### Сезон 1974/75
Бирмингем Сити, Блэкпул, Карлайл Юнайтед, Лейтон Ориент, Лутон Таун, Манчестер Сити, Мидлсбро, Ньюкасл Юнайтед, Норвич Сити, Олдем Атлетик, Питерборо Юнайтед, Шеффилд Юнайтед, Саутгемптон, Сандерленд, Вест Бромвич Альбион, Вест Хэм Юнайтед

 Абердин, Эр Юнайтед, Харт оф Мидлотиан, Рейнджерс